# Phytoliriomyza immoderata
Phytoliriomyza immoderata är en tvåvingeart som beskrevs av Spencer 1963. Phytoliriomyza immoderata ingår i släktet Phytoliriomyza och familjen minerarflugor. Inga underarter finns listade i Catalogue of Life.